# Symphony (Rebsorte)
Symphony ist eine Weißweinsorte. Harold Olmo kreuzte sie 1940 an der University of California in Davis. 
1983 wurde die Rebsorte am Markt eingeführt. Derzeit sind nur kleine Bestände in Kalifornien mit der Sorte Symphony bestockt. Im Jahr 2008 betrug die Anbaufläche 918 acre (371 Hektar).

## Synonyme
Symphony ist auch unter der Zuchtstammnummer Davis S15-58 oder California S15-58  bekannt.

## Ampelographische Sortenmerkmale
In der Ampelographie wird der Habitus folgendermaßen beschrieben:
- Die konusförmige Traube ist geschultert und dichtbeerig.  Die rundlichen Beeren sind mittelgroß und von gelbgrünlicher Farbe. Der Geschmack der Beeren ist aromatisch (muskatartig).

Die wuchskräftige und ertragsstarke Rebsorte reift ca. 30 Tage nach dem Gutedel und gilt damit als spät reifend. Sie ist eine Varietät der Edlen Weinrebe (Vitis vinifera).
- Abstammung: Muscat d’Alexandrie × Grenache Gris.